# Frankfurter Kreuz
Het Frankfurter Kreuz is een knooppunt in de Duitse deelstaat Hessen. Op dit klaverbladknooppunt  kruist de A5 (Hattenbacher Dreieck-Bazel) de A3 (Nederlandse grens-Oostenrijkse grens).

## Geografie
Het knooppunt ligt aan de zuidwestkant van de stad Frankfurt en het ligt ongeveer 7 km ten zuidwesten van het centrum van Frankfurt. Ten zuidwesten van het knooppunt ligt de Luchthaven Frankfurt.

Luchtfoto van het Frankfurter Kreuz.

## Ombouw 1996-2000
Na lange discussies startte de ombouw van het knooppunt op 18 maart 1996 en werd voltooid in 2000. 

## Configuratie
Nabij het knooppunt hebben beide snelwegen 2+3+3+2 rijstroken. Alle verbindingsbogen hebben één rijstrook. Het knooppunt is een klaverbladknooppunt met een parallelstructuur voor beide autosnelwegen.

## Verkeersintensiteiten
In 2010 werd het knooppunt dagelijks door ongeveer 322.000 voertuigen gebruikt. 
| Van                          | Naar                         | Gemiddeld aantal voertuigen per dag | Percentage vrachtverkeer |
| ---------------------------- | ---------------------------- | ----------------------------------- | ------------------------ |
| AS Frankfurt-Flughafen (A 3) | Frankfurter Kreuz            | 118.600                             | 12,6 %                   |
| Frankfurter Kreuz            | AS Offenbacher Kreuz (A 661) | 150.700                             | 16,1 %                   |
| AS Fankfurt-Niederrad        | Frankfurter Kreuz (A 3)      | 145.900                             | 9,1 %                    |
| Frankfurter Kreuz (A 3)      | AS Zeppelinheim              | 132.700                             | 10,1 %                   |

## Richtingen knooppunt
| Aansluitende wegen                  | Aansluitende wegen                                            | Aansluitende wegen                                        | Aansluitende wegen | Aansluitende wegen |
| ----------------------------------- | ------------------------------------------------------------- | --------------------------------------------------------- | ------------------ | ------------------ |
|                                     |                                                               | richting Westkreuz Frankfurt / Dortmund Kassel / Hannover |                    |                    |
|                                     |                                                               |                                                           |                    |                    |
| richting Mainz / Wiesbaden / Keulen | richting Frankfurt am Main-Süd / Offenbach Würzburg / München |                                                           |                    |                    |
|                                     |                                                               |                                                           |                    |                    |
|                                     |                                                               | richting Darmstadt / Karlsruhe Stuttgart / Bazel          |                    |                    |